# Federace skautů Evropy
Federace skautů Evropy (Union Internationale des Guides et Scouts d'Europe, UIGSE, také známý jako Union Internationale des Guides et Scouts d'Europe - Fédération du Scoutisme européen, UISGE-FSE, nebo jednoduše jako Fédération du Scoutisme Européen, FSE) je skautská organizace s důrazem na náboženství s 20 členskými asociacemi v 17 zemích Evropy a také v Severní Americe (Kanada a Spojené státy), která slouží zhruba 65 000 členů. Organizace se sídlem v Francie, byla založena v roce 1956 skupinou německých a francouzských římskokatolických skautských vedoucích jako skautské hnutí s důrazem na víru, s cílem sjednotit evropské národy v období po druhé světové válce.
V členských organizací mohou být členy chlapci i dívky, ale jsou striktně odděleni ve všech věkových skupinách, s výjimkou Benjamínků (mladší 8 let). Členské organizace jsou přednostně jedné víry, místní skupiny musí být jedné víry, většina z nich je římskokatolická.
Konfederace evropských skautů (CES) se oddělila od UIGSE v důsledku sporů o významnosti náboženských prvků a koedukace.

## Historie
Katolickou skautskou tradici založil otec Jacques Sevin, hrabě Mario di Carpegna, profesor Jean Corbisier a jiní. Federace skautů Evropy (FSE) byla založena v Evropě v roce 1956 jako Catholic Scouting European organization v Kolíně nad Rýnem v Německu. V letech 1962 až 1968 pod vedením Pierre Géraud-Keraod a Lizig Geraud-Keraod, FSE revidovala svoje základní přepisy, vypracovala chartu Přírodních a Křesťanských principů evropského skautingu a navrhla nový statut pro spolek. Statut zavedl současný název a uznal příslušnost ke katolické církvi.

## Organizace
Řídícími orgány UIGSE jsou spolková rada, federální úřad a federální komise.
Spolková rada se skládá ze zástupců členských organizací a schází se každoročně, aby provedla změny v programech a pravidlech určujících přijetí nebo vyloučení členských asociací, přijímá rozpočet organizace a jmenuje členy federální komise a dalších výborů nebo pracovních skupin.
Federální úřad se skládá z prezidenta, viceprezidenta a tajemníka spolkové rady, plus spolkového zmocněnce. Poradní hlas má duchovní rádce (církevní pracovník) a zástupce komisaře. Federální úřad má na starosti řízení organizace.
Komise zajišťuje každodenní řízení organizace v čele se spolkovým zmocněncem. Organizace vydává Nouvelles de Notre Fraternité - čtvrtletní zpravodaj a Lettre aux Commissaires Généraux.

## Členské organizace
Organizace jiných církví a církevních společenství může být přijata do UIGSE jako přidružený člen.
| Stát         | Organizace | Vznik     | Počet členů | Statut      |
| ------------ | --- | --------- | ----------- | ----------- |
| Albánie      | Udhëhequset dhe Skautistet e Europes | 1996      |             | v kontaktu  |
| Rakousko     | Katholische Pfadfinderschaft Europas - Österreich (KPE-Ö)                                                                                     | 1981      | 100         | člen        |
| Bělorusko    | Katalickija Skautki i Skauty FSE – Belarus |           | 115         | pozorovatel |
| Belgie       | Guides et Scouts d'Europe - Belgique (GSE-B) / Europascouts en Gidsen - België (ESG-B)                                                        | 1963      | 1 200       | člen        |
| Kanada       | Association Evangelique du Scoutisme au Quebec (protestanti)                                                                                  |           |             | kandidát    |
| Kanada & USA | Federation of North-American Explorers (FNE, Katolíci)                                                                                        | 1999      | 800         | pozorovatel |
| Česko        | Skauti Evropy, z.s. | 2004      | 120         | člen        |
| Francie      | Association des Guides et Scouts d'Europe (AGSE)                                                                                              | 1958      | 26 600      | člen        |
| Německo      | Evangelische Pfadfinderschaft Europas (EPE, protestanti)                                                                                      | 1977      | 300         | člen        |
| Německo      | Katholische Pfadfinderschaft Europas (KPE, Katolíci)                                                                                          | 1976      | 2 500       | člen        |
| Maďarsko     | Magyarországi Európai Cserkészek (MECS) | 1990      | 200         | kandidát    |
| Itálie       | Associazione Italiana Guide e Scouts d'Europa Cattolici (AIGSEC-FSE)                                                                          | 1976      | 20 000      | člen        |
| Litva        | Lietuvos Nacionalinė Europos Skautų Asociacija (LNESA)                                                                                        | 1992      | 300         | kandidát    |
| Polsko       | Stowarzyszenie Harcerstwa Katolickiego - "Zawisza" FSE (SHK Zawisza FSE)                                                                      | 1982/1990 | 3 311       | člen        |
| Portugalsko  | Associação das Guias e Escuteiros da Europa - Portugal (AGEEP)                                                                                | 1979      | 200         | člen        |
| Rumunsko     | Cercetaşii Creştini Români din Federaţia Scoutismu-lui European (ACCR-FSE) (Pravoslaví)                                                       | 1991      | 500         | člen        |
| Rusko        | ORYuR/Организации Российских Юных Разведчиков – Organization of Russian Young Pathfinders                                                     | 1990      | 2 500       | pozorovatel |
| Slovensko    | Sdruženie Katolíckych Vodkýň a Skautov Európy na Slovensku (ZKVSES)                                                                           | 2003      |             | pozorovatel |
| Španělsko    | Asociación de Guías y Scouts de Europa (AGSE)                                                                                                 | 1978      | 500         | člen        |
| Švýcarsko    | Schweizerische Pfadfinderschaft Europas (SPE, Německy) Scoutisme Européen Suisse (SES, Francouzsky) Scautismo Europeo Svizzero (SES, Italsky) | 1977      | 250         | člen        |
| Ukrajina     | Katolickije Skautstvo Evropi |           |             | pozorovatel |

Organizace potřebují nejméně 200 členů, aby se staly členem UIGSE.